# Al-Arabi Sports Club (pallacanestro)
L'Al Arabi Basketball Team (فريق العربي لكرة السلة in lingua araba),è una società professionistica di basket con sede nella città di Doha, capitale del Qatar, che fa parte della società polisportiva dell'Al-Arabi Sports Club, attiva in vari sport come calcio, pallavolo, pallamano ed altri. La squadra prende parte alla massima competizione nazionale la Qatari Basketball League.
La squadra gioca le sue partite casalinghe presso l'Al Arabi Indoor Arena, una struttura che può ospitare fino a 1.000 spettatori.

## Storia
L'Al-Arabi nacque, come società polisportiva, nel 1952 sotto il nome "Al-Tahrir", rendendola la seconda squadra più antica del Qatar. Nel 1970 venne aperta la sezione di pallacanestro, la quale divenne una delle squadre fondatrici della Qatari Basketball League nella stagione 1981-1982. L'Al-Arabi riuscì ad imporsi nella stagione inaugurale del campionato, diventando la prima squadra a conquistare il titolo nazionale; la squadra, oltre a quella prima stagione, si aggiudicò il titolo della Qatari Basketball League anche nelle quattro stagioni successive (1982-1983, 1983-1984, 1984-1985, 1985-1986) per poi vincere altri due ulteriori titoli nazionali nelle stagioni 1991-1992 e 1993-1994. Questi successi, nel primo decennio della Qatari Basketball League resero la squadra una delle più importati della nazione; ma tra la fine degli anni novanta e l'inizio del nuovo millennio ha vissuto un periodo di flessione e di scarsi risultati.
Nella stagione 2017-2018 l'Al-Arabi trascinato in campo dagli statunitensi William Byrd e  Nick Stover, ed in panchina dal tunisino Hatem Mamlouk, terminò la stagione regolare al secondo posto e dopo aver superato le semifinali, giunse in finale per il titolo, dove superò l'Al-Wakra SC con il punteggio di 61-59. La vittoria permise all'Al-Arabi di aggiudicarsi l'ottavo titolo della sua storia e di tornare a celebrare la vittoria della Qatari Basketball League dopo ventiquattro anni di attesa.
L'Al-Arabi è tornato nuovamente al successo nella Qatari Basketball League al termine della stagione 2023-2024, grazie alla vittoria, per 68 a 61, ottenuta nella finale contro l'Al-Ahli Doha, conquistando così il loro nono titolo nazionale; nella stessa stagione la squadra si è aggiudicata anche la Qatari Basketball Cup battendo in finale sempre l'Al-Ahli Doha, questa volta con il risultato di 80-73, aggiudicandosi il double.
Nell'ottobre del 2024, trascinata dal playmaker Mustafa Ali che verrà nominato MVP della competizione, l'Al-Arabi si aggiudica per la prima volta nella sua storia la vittoria dell'Arab Club Basketball Championship, dopo aver sconfitto in finale la squadra dell'Egitto dell'Al Ittihad Alexandria con il risultato di 81-71.

## Palmarès

### Titoli nazionali
- Qatari Basketball League

Campioni (10): 1981-1982, 1982-1983, 1983-1984, 1984-1985, 1985-1986, 1991-1992, 1993-1994, 2017-2018, 2023-2024, 2024-2025
- Qatari Basketball Cup

Campioni (5): 2007, 2012, 2019, 2022, 2024
- Emir of Qatar Cup

Campioni (4): 1982, 2018, 2020, 2024

### Titoli internazionali
- Gulf Basketball Clubs Championship

Campioni (1): 2008
- Arab Club Basketball Championship

Campioni (1): 2024

## Roster attuale
Il roster per la stagione 2024-2025 
|    | Naz.                                 | Ruolo | Sportivo                | Anno | Alt. | Peso |  |
| -- | ------------------------------------ | ----- | ----------------------- | ---- | ---- | ---- |  |
| 1  | Stati Uniti (bandiera)               | PG    | Andrew Harrison         | 1994 | 198  | 98   |  |
| 2  | Egitto (bandiera) · Qatar (bandiera) | G     | Abdulrahman Saad        | 1996 | 185  | 80   |  |
| 4  | Qatar (bandiera)                     | PG    | Moustafa Fouda          | 1997 | 174  | 72   |  |
| 5  | Qatar (bandiera)                     | G     | Moustafa Lashin         | 1997 | 182  | 77   |  |
| 7  | Qatar (bandiera)                     | G     | Khaled Abdelbaset       | 1997 | 191  | 85   |  |
| 9  | Bosnia ed Erzegovina (bandiera)      | C     | Elmedin Kikanović       | 1988 | 211  | 104  |  |
| 10 | Qatar (bandiera)                     | PG    | Ghassan Hajar           | 2005 | 175  | 70   |  |
| 11 | Qatar (bandiera)                     | AG    | Abdelrahman Abdelhaleem | 1996 | 202  | 99   |  |
| 22 | Qatar (bandiera)                     | AP    | Khalid Abdi             | 1987 | 199  | 96   |  |
| 24 | Stati Uniti (bandiera)               | AP    | Cleanthony Early        | 1991 | 203  | 95   |  |
| 26 | Lettonia (bandiera)                  | AG    | Artjoms Butjankovs      | 1991 | 205  | 100  |  |
| 31 | Qatar (bandiera)                     | PG    | Christian Casas         | 1996 | 175  | 74   |  |
| 40 | Qatar (bandiera)                     | AG    | Erfan Saeed             | 1983 | 203  | 102  |  |
| 55 | Qatar (bandiera)                     | C     | Mohamed Hussein         | 1996 | 203  | 98   |  |
| 73 | Bahrein (bandiera)                   | PG    | Mustafa Ali             | 2002 | 177  | 73   |  |

### Staff tecnico
| Ruolo           | Nome             |
| --------------- | ---------------- |
| Capo Allenatore | Hatem Mamlouk    |
| Assistente      | Khaldoun Nachawi |